# Василівка (Красносільська сільська громада)
Васи́лівка (також Андреасдорф) — село Красносільської сільської громади в Одеському районі Одеської області, Україна. Населення становить 71 особа.

## Населення
Згідно з переписом 1989 року населення села становило 83 особи, з яких 37 чоловіків та 46 жінок.
За переписом населення 2001 року в селі мешкала 71 особа.

### Мова
Розподіл населення за рідною мовою за даними перепису 2001 року:
| Мова       | Відсоток |
| ---------- | -------- |
| українська | 94,37 %  |
| молдовська | 4,23 %   |
| російська  | 1,41 %   |